# 危険なアネキ
『危険なアネキ』（きけんなアネキ、英題：Dangerous Beauty）は、2005年10月17日から12月19日まで毎週月曜日21:00 - 21:54に、フジテレビ系の「月9」枠で放送された、伊東美咲、森山未來主演のテレビドラマ。ハイビジョン制作。
※テレビ宮崎では1週遅れの土曜16:30 - 17:24、テレビ大分では1週遅れの月曜16:55 - 17:49、青森テレビでは1週遅れの土曜13:00 - 13:54、山口放送では約103日遅れの日曜0:50 - 1:44に放送

## ストーリー
実家が倒産したことも、父親が亡くなったことも、3,000万円もの借金を抱えていることも黙っていた偏差値は低いが天真爛漫で心優しい寛子（伊東美咲）と、頭脳明晰ながら心を閉ざした弟・勇太郎（森山未來）との姉弟愛をテーマに展開される。東京で一人暮らしをする勇太郎のもとに寛子が突然上京し、一緒に暮らし始めることになる。勇太郎は、偏差値も性格も全く正反対な姉に振り回され困惑しつつも、人として大切なことを学び成長していく。

## キャスト

### 皆川家
皆川 寛子〈28〉
演 - 伊東美咲
ある日突然上京し、弟の勇太郎のアパートに転がり込む。天真爛漫かつ温厚な性格とその美貌から「ブルーベルベット」のNO.1キャバクラ嬢となる。源氏名は「みひろ」。弟を溺愛しており、自分が侮辱されるのは全く意に介さないが、弟が侮辱されると激怒する。普段は弟に甘いが、第2話では担当である患者が急変して自暴自棄になっている勇太郎に手を挙げた。
皆川 勇太郎〈25〉
演 - 森山未來
「慶聖医科大学付属病院」に勤務する研修医。自分とは正反対な頭の悪い姉・寛子を忌み嫌っていたが、姉の心根の優しさに触れていくうちに心境に変化が。愛のことが好き。第9話で姉と借金返済を取るか孤児院「ふれあいの家」の寄付を取るかを巡って口喧嘩をし、姉へ絶縁の手紙を残し大阪へ転勤する。
皆川 源太郎〈64〉
演 - 宇津井健（特別出演）
寛子・勇太郎の父親。第1話で他界。
広瀬 容子
演 - 萬田久子
寛子・勇太郎の母親。死亡したと思われていたが、実は不倫で駆け落ちしていた。

### 慶聖医科大学付属病院
北村 さおり〈27〉
演 - 釈由美子
勇太郎の勤める病院の看護師でありながら夜はキャバクラで働いている。寛子が現れるまで3年連続NO.1キャバクラ嬢だった。源氏名は「由希」。普段は無愛想だが、自身も子供がいることから子供の前では笑顔を見せている。第3話で拓未の告げ口によってキャバクラで働いていることを病院の理事達に発覚したが、寛子と入院患者達の協力で何とか退職を免れることができた。
田村 愛〈18〉
演 - 榮倉奈々
勇太郎の勤める病院の薬剤師。寛子を姉のように慕う。勇太郎に関して悪く思ってはいないが、拓未の方に好意を抱いている。
中村 拓未〈24〉
演 - 平岡祐太
勇太郎と同じ研修医。実家は病院を経営。愛の幼馴染み。優秀ではあるが、人の気持ちを考えない無神経さがある。さおりに対しては当初は口うるさい彼女に反抗的だったが、やがて好意を抱くようになる。
田村 伸一〈62〉
演 - 児玉清
慶聖医科大学付属病院教授。愛の父親。
武田 育夫〈39〉
演 - 高嶋政伸
勇太郎の先輩医師。非常に温厚な性格の好人物だがイマイチ頼りにならず、後輩の勇太郎からは冷たい目で見られることが多い。寛子に一目惚れする。

### ブルーベルベット
野口 小春〈33〉
演 - 濱田マリ
「ブルーベルベット」の最年長キャバクラ嬢。寛子のよき理解者。
矢沢 俊也〈21〉
演 - 金井勇太
「ブルーベルベット」のスカウト兼ボーイ。
鎌田 鉄男〈33〉
演 - 鈴木浩介
「ブルーベルベット」店長。
里美 亮輔〈25〉
演 - 城咲仁
「ブルーベルベット」フロアマネージャー。
鳥谷 健
演 ‐ 野元学二
「ブルーベルベット」の常連客。

### その他
谷口 誠
演 - 鈴木一真
寛子の元婚約者。
斑目（まだらめ） 潤〈37〉
演 - 佐藤二朗
イタリア料理店「ピントリッキョ」の店長。
小宮 美耶子
演 - 清水ミチコ
バイト斡旋所「スターエレファント」の案内人。寛子は彼女から仕事を斡旋してもらう。
石ノ森 独太
演 - 平賀雅臣
田中
演 - 荒川良々
宮崎から寛子を追い掛けて来た借金の取り立て人。
江添 栄三
演 - 久保晶
市橋
演 - おかやまはじめ
田中と共に宮崎から来た借金の取り立て人。

### ゲスト
第1話
- 瀬古博也 - 奥田達士
- インパルス

第2話
- 岩田陽蔵 - 坂上二郎
- 北陽

第3話
- 大島優子

第5話
- 皆川麻実 - 美山加恋

寛子・勇太郎姉弟の親戚の娘
- 内ノ倉慶人 - 中川礼二（中川家）（第6話）

スペシャルテレビのディレクター。
- 勇太郎の同僚医師 - 岩本宗規

第6話
- 根本俊哉 - 岡田浩暉（第7話 - 第9話）
- 望月大地 - 鶴見辰吾（第7話）

第8話
- 間宮貴子 - 天海祐希

寛子が日本酒の試飲サービスをしているところに、ドラマ『離婚弁護士』の役柄のまま登場。
- 五十嵐祐一〈45〉 - 矢柴俊博（第9話、最終話）
- ミカ - 山田夏海（第9話、最終話）
- 病人 - 原西孝幸（FUJIWARA） & 藤田憲右（トータルテンボス）

当初は単なる患者だったが、最終話に二人で漫才をした。

最終話
- レギュラー

## スタッフ
- 脚本 - 金子茂樹、林民夫、渡辺千穂
- 音楽 - 河野伸
- 演出 - 久保田哲史、松山博昭
- 主題歌 - 平井堅「POP STAR」
- オープニングテーマ - Atomic Kitten「See Ya」
- 挿入歌 - Rie「Tender Love」
- 演出補 - 星野和成
- 制作担当 - 片岡智
- 制作主任 - 菅村実雪、白井麻理
- 広報 - 宇佐見順子
- 音楽プロデュース - 志田博英
- 協力 - 渋谷ビデオスタジオ
- プロデュース - 後藤博幸
- プロデュース補 - 加藤早苗、西田久美子
- プロデュース助手 - 三竿玲子
- 制作 - フジテレビドラマ制作センター
- 制作著作 - フジテレビ

## 放送日程
| 各話                                                       | 放送日         | サブタイトル           | 脚本            | 演出       | 視聴率 |
| ---------------------------------------------------------- | -------------- | ---------------------- | --------------- | ---------- | ------ |
| 第1話                                                      | 2005年10月17日 | 顔だけイイ女が大失恋   | 金子茂樹        | 久保田哲史 | 21.1%  |
| 第2話                                                      | 2005年10月24日 | 顔だけイイ女が大借金!  | 金子茂樹 林民夫 | 久保田哲史 | 21.1%  |
| 第3話                                                      | 2005年10月31日 | 顔だけイイ女が大突破!  | 金子茂樹 林民夫 | 久保田哲史 | 18.3%  |
| 第4話                                                      | 2005年11月07日 | 顔だけイイ女恋の勘違い | 金子茂樹        | 松山博昭   | 17.5%  |
| 第5話                                                      | 2005年11月14日 | 小さな悪魔がやって来た | 金子茂樹 林民夫 | 松山博昭   | 19.8%  |
| 第6話                                                      | 2005年11月21日 | 史上最悪の密着24時間!  | 渡辺千穂        | 久保田哲史 | 18.3%  |
| 第7話                                                      | 2005年11月28日 | 敏腕社長の甘〜い誘惑   | 金子茂樹        | 松山博昭   | 17.8%  |
| 第8話                                                      | 2005年12月05日 | お母ちゃんが見つかった | 渡辺千穂        | 久保田哲史 | 17.7%  |
| 第9話                                                      | 2005年12月12日 | 人生最悪の姉弟ゲンカ!  | 渡辺千穂        | 松山博昭   | 15.7%  |
| 最終話                                                     | 2005年12月19日 | 顔だけイイ女が大逆転   | 金子茂樹        | 久保田哲史 | 20.5%  |
| 平均視聴率 18.9%（視聴率は関東地区・ビデオリサーチ社調べ） |                |                        |                 |            |        |

## ロケ地
- 勇太郎と寛子が住むマンション「チェルシーハウス」：東京都江東区牡丹（ちなみにこのマンションは、同時期に放映されたドラマ『野ブタ。をプロデュース』（日本テレビ系列）の桐谷家があるマンションとしても使用された）
- 勇太郎が勤務する「慶聖医科大学付属病院」：駿河台大学（埼玉県飯能市阿須）。最終回で勇太郎が勤務する大阪の病院が「関西電力病院」（大阪市福島区）
- みひろ（寛子の源氏名）が指名ナンバーワンになったキャバクラ「Blue Velvet（ブル−ベルベット）」：恵比寿ロビンズクラブ（東京都目黒区中目黒）
- 宮崎料理店「よったもんせ」：郷土料理 おいどん 不動前店（品川区西五反田）
- JR総武線平井駅前ロータリー
- エンディングは箱根サン=テグジュペリ星の王子さまミュージアム
- なお伊東美咲がANA（全日本空輸）のイメージキャラクター（2004年 - 2006年の間）をしていた関係から、宮崎から東京の移動シーン（機内シーン）はANAが撮影協力をした。